# Anthribola quinquemaculatus
Anthribola quinquemaculatus là một loài bọ cánh cứng trong họ Cerambycidae.